# Karl Hopf
Karl Hopf (ur. 19 lutego 1832 w Hamm, zm. 23 sierpnia 1873 w Wiesbaden) – niemiecki historyk, bibliotekarz, bizantynolog. 
Był absolwentem Uniwersytetu w Bonn. Pracował jako profesor na Uniwersytecie w Greifswaldzie i Uniwersytetu Albrechta w Królewcu. Jego Geschichte Griechenlands vom Beginn des Mittelalters bis auf unsere Zeit oparta była na poważnych badaniach źródłowych i archiwalnych, choć napisana stylem zawiłym i trudnym. Do dziś reprezentuje jednak dużą wartość dzięki zebranemu ogromnemu materiałowi. Wprawdzie dane przytaczane przez Hopfa nie zawsze zasługują na bezwzględną wiarę, jaką je niegdyś darzono, niemniej jednak praca ta jest użyteczną lekturą dla dziejów panowania łacińskiego i dynastii Paleologów.

## Wybrane publikacje
- Historisch-genealogischen Atlas, t. 1 i 2, Gotha 1858–1861.
- Veneto-byzantinische Analekten, Wien 1859.
- Die Einwanderung der Zigeuner in Europa, Gotha 1870.
- Chroniques gréco-romanes inédites ou peu connues, Berlin 1873.